# František Donth
František Donth (ur. 14 lipca 1904 w Rokytnicach nad Jizerou, zm. 11 lipca 1976 w Ilsenburgu – czechosłowacki biegacz narciarski, czterokrotny medalista mistrzostw świata

## Kariera
Uczestniczył w zawodach w latach 20. XX wieku. Igrzyska olimpijskie w Sankt Moritz w 1928 roku były pierwszymi i zarazem ostatnimi w jego karierze. W biegu na 18 km był jedenasty, a na dystansie 50 km techniką klasyczną zajął 14. miejsce.
W 1925 roku wystartował na mistrzostwach świata w Johannisbadzie, zdobywając złoty medal w biegu na 50 km stylem klasycznym, zostając tym samym pierwszym mistrzem świata w historii na tym dystansie. Na tych samych mistrzostwach zdobył także srebrny medal w biegu na 18 km, ulegając jedynie swemu rodakowi Otakarowi Německiemu. Dwa lata później, podczas mistrzostw świata w Cortinie d’Ampezzo ponownie zdobył srebrny medal w biegu na 18 km, a na dystansie 50 km był trzeci. Oba biegi w Cortinie d’Ampezzo wygrał Szwed John Lindgren, w biegu na 50 km Dontha wyprzedził Szwed – John Wikström.

## Osiągnięcia

### Igrzyska olimpijskie
| Miejsce | Dzień     | Rok  | Miejscowość  | Konkurencja             | Wynik     | Strata     | Zwycięzca            |
| ------- | --------- | ---- | ------------ | ----------------------- | --------- | ---------- | -------------------- |
| 14.     | 14 lutego | 1928 | Sankt Moritz | 50 km stylem klasycznym | 4:52:03 h | +45:33 min | Per-Erik Hedlund     |
| 11.     | 17 lutego | 1928 | Sankt Moritz | 18 km stylem klasycznym | 1:37:01 h | +10:13 min | Johan Grøttumsbråten |

### Mistrzostwa świata
| Miejsce | Dzień     | Rok  | Miejscowość       | Konkurencja          | Czas biegu | Strata | Zwycięzca        |
| ------- | --------- | ---- | ----------------- | -------------------- | ---------- | ------ | ---------------- |
| 2.      | 12 lutego | 1925 | Jańskie Łaźnie    | 18 stylem klasycznym | 1:43:38    | +16    | Otakar Německý   |
| 1.      | 14 lutego | 1925 | Jańskie Łaźnie    | 50 stylem klasycznym | 5:09:56    | -      | -                |
| 2.      | 7 lutego  | 1927 | Cortina d’Ampezzo | 18 stylem klasycznym | 1:23:55    | +5:47  | John Lindgren    |
| 3.      | 9 lutego  | 1927 | Cortina d’Ampezzo | 50 stylem klasycznym | 4:11:52    | +23:02 | John Lindgren    |
| 9.      | 8 lutego  | 1929 | Zakopane          | 18 stylem klasycznym | 1:20:03    | +5:39  | Veli Saarinen    |
| 8.      | 5 lutego  | 1929 | Zakopane          | 50 stylem klasycznym | 3:50:01    | +14:38 | Anselm Knuuttila |